# Tlaka, Litija
Tlaka je naselje v Občini Litija.